# Cheiloneurus pasteuri
Cheiloneurus pasteuri är en stekelart som först beskrevs av Girault 1915.  Cheiloneurus pasteuri ingår i släktet Cheiloneurus och familjen sköldlussteklar. Inga underarter finns listade i Catalogue of Life.